# Pfäffikon (Freienbach)
Pfäffikon – miejscowość w gminie Freienbach, w środkowej Szwajcarii, w kantonie Schwyz, w okręgu Höfe. Leży nad Jeziorem Zuryskim. W 2012 roku miejscowość liczyła 7042 mieszkańców.
W Pfäffikon siedzibę ma koncern przemysłowy OC Oerlikon. Swoje biura posiadają tutaj także instytucje finansowe LGT Group oraz Man Group.
W miejscowości znajduje się XIII-wieczny zamek.
Przez Pfäffikon przebiega autostrada A3.